# Degaña
Degaña – gmina w Hiszpanii, w prowincji Asturia, w Asturii, o powierzchni 87,16 km². W 2011 roku gmina liczyła 1182 mieszkańców.